# 矢島俯仰
矢島 俯仰（やじま ふぎょう、1944年（昭和19年） - ）は、日本の墓相家。宗教法人神道大教参霊会代表役員。
父先代矢島俯仰の後を継ぎ、単なる統計論的な墓相ではなく、宗教理法と民俗学・考古学等の学術面の考察を踏まえ、伝統宗教と信仰に根ざした墓相を研鑽する。たましいのまつりとしての墓のあり方を説き、最善吉相の墓の設計と彫刻施工などの指導に務める。

## 著書
- 墓相と供養（永岡書店）
- 墓相（学芸図書）
- 改版墓相（学芸図書）
- 運勢大辞典（国書刊行会）